# Guacamelee!
Guacamelee! est un jeu vidéo de plates-formes développé et édité par Drinkbox Studios, sorti initialement sur PlayStation 3 et PlayStation Vita en avril 2013. Il a ensuite été porté sur Windows en août 2013 puis sur OS X et Linux en février 2014. Une nouvelle édition améliorée est enfin sortie sur Wii U, PlayStation 4, Xbox One et Xbox 360 en juillet 2014. Le jeu s'inspire de la culture traditionnelle mexicaine et du folklore mexicain.
Il a pour suite Guacamelee! 2 sorti en 2018.

## Synopsis

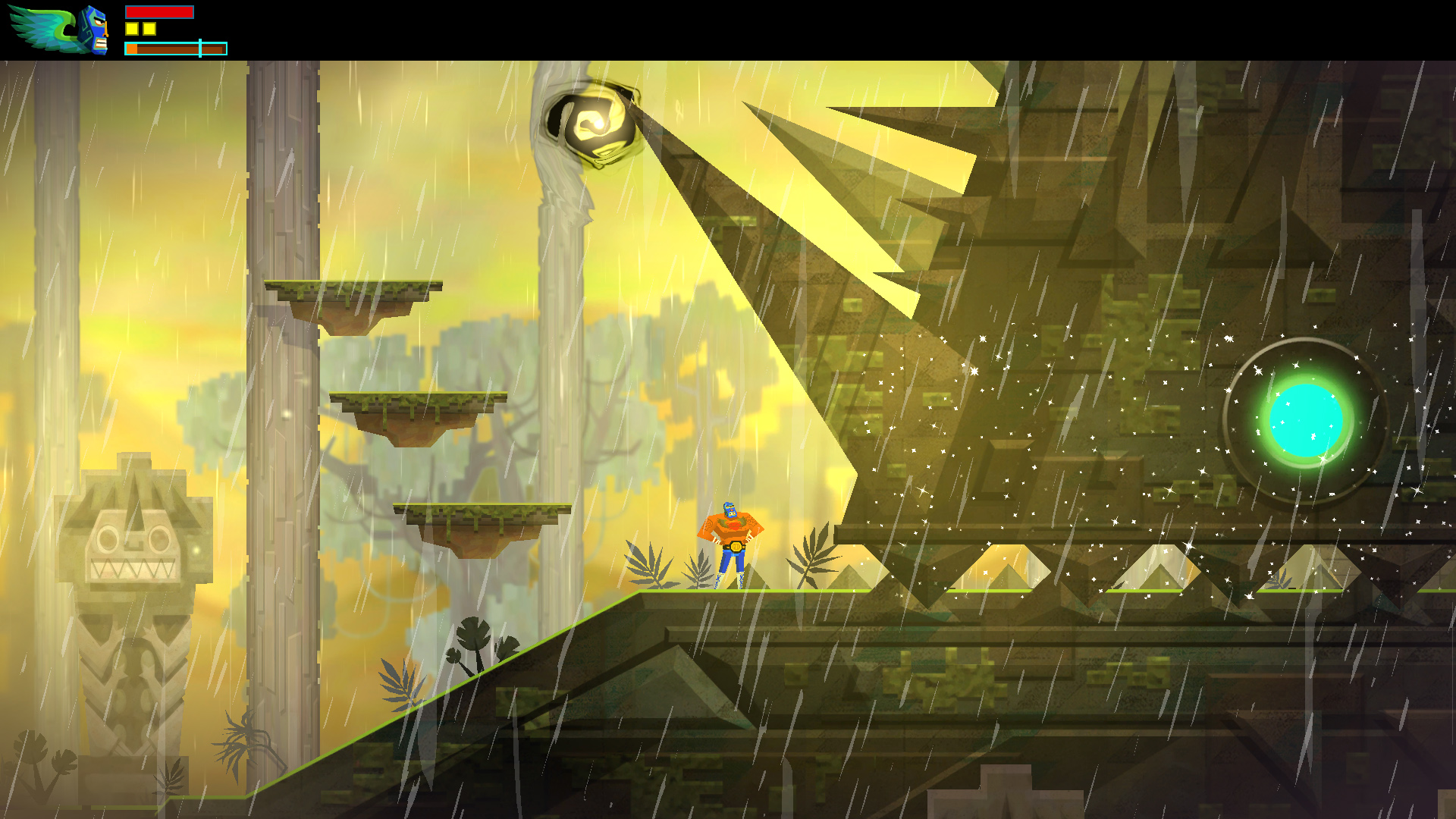
Capture d'écran du jeu.

Le personnage principal, Juan Aguacate, est un humble cultivateur d'agaves résidant dans un petit village au Mexique et amoureux transi de la fille de El Presidente. L'histoire commence lorsque le squelette d'un charro diabolique appelé Carlos Calaca attaque le village et enlève la fille de El Presidente dans le but de la sacrifier pour rassembler le monde des vivants et le monde des morts, et ainsi régner sur ce nouveau monde.
Dans une tentative pour stopper Calaca et sauver sa bien-aimée, Juan se fait tuer et est envoyé dans le monde des morts. C'est ainsi qu'il rencontre Tostada, une mystérieuse luchadora, qui lui donne un étrange masque. Celui-ci le transforme en un puissant luchador et le ramène dans le monde des vivants. Il incombe alors à Juan de tout faire pour empêcher le rituel de Calaca, sauver la fille de El Presidente mais aussi le monde tel qu'il le connait.

## Système de jeu
Dans le jeu Guacamelee!, le joueur incarne Juan et doit se frayer une route parmi de nombreux adversaires et obstacles pour sauver la fille de El Presidente. Juan peut attaquer ses ennemis avec des attaques simples et faire des projections lorsqu'ils sont étourdis, ce qui inflige plus de dommages lorsqu'on les lance sur d'autres adversaires.
Combattre des ennemis ou ouvrir des coffres permet de gagner des pièces, que l'on peut utiliser en magasin pour débloquer de nouvelles projections, augmenter la santé ou l'endurance du joueur ou encore débloquer de nouveaux personnages jouables dont les statistiques et l'apparence varient.
Au fur et à mesure que le joueur progresse dans l'histoire, Juan détruit plusieurs "statues Choozo" (qui sont une référence directe aux statues Chozos de la série Metroid), ce qui lui permet de débloquer de nouvelles compétences. Ces compétences consomment de l'endurance, et peuvent être des attaques supplémentaires comme un uppercut, un coup de boule ou un coup de pied sauté, ou alors améliorer la mobilité de Juan, comme un double saut, la capacité de sauter sur les murs ou encore de se transformer en poulet.
Juan obtient également la capacité de changer d'un monde à l'autre entre celui des vivants et celui des morts, ce qui est nécessaire pour résoudre des puzzles dans certaines salles ou pour se battre contre des adversaires ne pouvant être attaqués que depuis l'un des deux mondes.
Le joueur peut utiliser ces compétences pour avoir accès à certaines salles secrètes inaccessibles auparavant, ou pour briser les boucliers de certains ennemis.
Le jeu (sauf la version PS Vita) propose également un mode local en co-op où un second joueur peut rejoindre la partie et incarner Tostada. Cependant, ce mode n'est accessible qu'après le niveau d'introduction.

## Développement

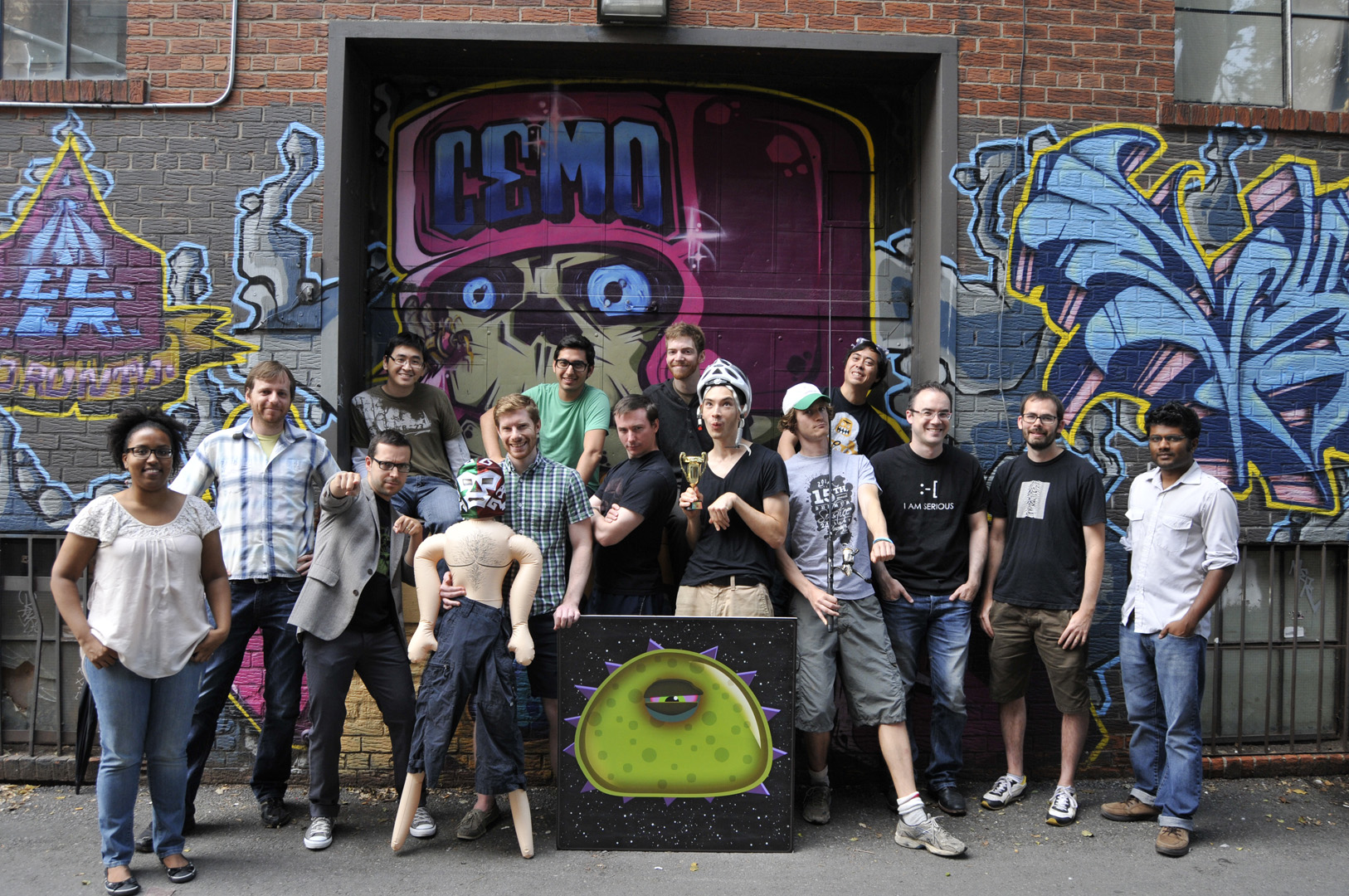
L'équipe de développement du jeu